# Елисавета Белобрадова
Елисавета Димитрова Белобрадова е народен представител в XLVI, XLVII и XLVIII народно събрание от „Демократична България“ и в XLIX и L народно събрание от парламентарната група на коалиция „Продължаваме промяната – Демократична България“. Член е на движение „Да, България“.  

## Биография
Елисавета Белобрадова е родена на 23 май 1977 г. в град София, Народна република България. Завършва 9-а френска езикова гимназия „Алфонс дьо Ламартин“, следва право в Софийския университет, профил международни правни отношения, има специализация в университета в Кеймбридж. 
Има опит в предприемачеството в сферата на търговията и хотелиерството. Съавторка е на три книжни бестселъра по темата родителство и авторка на книгата „Среща с Бесарабия“.
В допълнение към това, тя е продуцент и участник в най-голямото stand-up шоу в България – ‘’One Night Stand’’. 
Ангажира се активно със социални каузи много преди да влезе в политиката.  Като съосновател на родителската дигитална платформа „Майко Мила“ е била и председател на едноименната фондация, която стои зад каузата „Оле Мале“ в подкрепа на родители на деца с увреждания. 
Има дългогодишен опит в неправителствения сектор, където работи за каузата майките на деца с увреждания да бъдат пълноценни граждани – да могат работят, да се издържат и да бъдат самостоятелни и активни. Организатор на редица успешни благотворителни кампании. 
През 2021г за първи път е предложена за народен представител от гражданската квота на коалиция Демократична България. Тогава тя печели своето място с рекорден брой преференции в 23-ти МИР гр.София - 7806 гласа.

## Обществена и политическа дейност
Елисавета Белобрадова е народен представител в XLVI, XLVII, XLVIII , XLIX  и L народно събрание. 
С изборите на 11 юли 2021г Елисавета Белобрадова е избрана за народен представител в XLVI народно събрание с преференциален вот от 23 МИР София и като гражданска квота от Демократична България. Тя е член на Комисия за прякото участие на гражданите и взаимодействието с гражданското общество и зам.-председател на Комисия по труда, социалната и демографската политика.
През ноември 2021г, тя отново е избрана за народен представител от 25 МИР София и като гражданска квота от Демократична България. В рамките на XLVII народно събрание е член на Комисия по образованието и науката и зам.-председател на Комисия по труда, социалната и демографската политика, също така е била председател на група за приятелство България - Нидерландия, зам.-председател на група за приятелство България - Република Северна Македония, зам.-председател на група за приятелство България - Турция, зам.-председател на група за приятелство България - Финландия и член на група за приятелство България - Франция.
На изборите на 2 октомври 2022г, Елисавета Белобрадова е избрана преференциално от 23 МИР и 25 МИР София за народен представител в XLVIII народно събрание и отново е член на Комисия по образованието и науката и  зам.-председател на Комисия по политиките за българите извън страната.
На 2 април 2023г на предсрочните избори е преференциално избрана за народен представител от 25 МИР гр.София като член на Коалицията "Продължаваме промяната- Демократична България" в XLIX Народно събрание. В рамките на това Народно събрание тя е зам.-председател на Комисия по образованието и науката и член на Комисия по труда, социалната и демографската политика. Била е член на група за приятелство България - Република Северна Македония и Група за приятелство България - Тунис, също така и председател на група за приятелство България - Нидерландия.
На 9 юни 2024г на изборите 2 в 1, Елисавета Белобрадова е кандидат за народен представител в Европейския парламент и пренарежда листите на Коалицията "Продължаваме промяната- Демократична България" със своите близо 15 000 преференции и се нарежда на пето място, но общия вот за партията не стига тя да бъде сред депутатите в новия Европейски парламент. На националните избори Елисавета отново печели преференциално в 25 МИР София и е избрана за народен представител в L Народно събрание.
Понастоящем заема позицията на заместник-председател Комисия по демографската политика, децата и семейството и член на Комисия по образованието и науката.
Основните приоритети на Елисавета Белобрадова:
- Ранното детско развитие от 0 до 3 години.
- Цялостна реформа на образователната система, която да гарантира на всяко дете достъп до качествен и ползотворен учебен процес. Основни цели на реформата трябва да бъдат оптимизация на учебните материали и учебниците, осъвременяване на програмите, подкрепа на преподавателите и усилена работа върху развитие на професионалното обучение, което да развие професионални компетентности и умения.
- Подобряване на достъпа до социални и здравни услуги за семейства с деца, с фокус върху децата с увреждания и децата със специални образователни потребности.
- Оптимизиране на публичните разходи в социалната и здравната сфера и образователния сектор, без нужда от увеличаване на данъчната тежест върху гражданите.
- Осигуряване на възможност на жените да работят и да се развиват пълноценно чрез гарантиране на повече места в училища и детски градини.
- Защита и подкрепа на уязвимите групи и хората с увреждания.
- Борбата с бедността.
- Инвестиция в хората и частния сектор.
- Предотвратяване на домашното насилие и агресията в училищата.
- Напън за забрана за изучаване на руски език в българските училища